# Steve Potts (saxofonist)

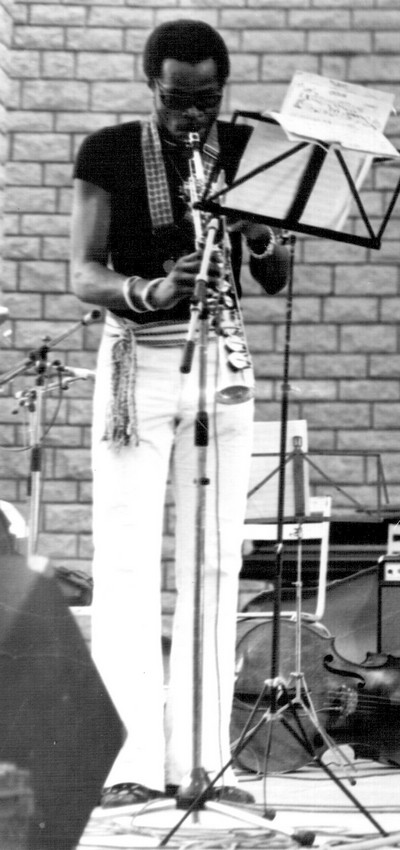
Steve Potts in 1976

Steve Potts (Columbus, Ohio, 21 januari 1943) is een Amerikaanse saxofonist in de jazz. Hij speelt voornamelijk altsaxofoon. Hij is het meest bekend door zijn samenwerking met Steve Lacy.

## Biografie
Potts, een neef van tenorsaxofonist Buddy Tate, studeerde architectuur in Los Angeles, tevens had hij saxofoonles bij Charles Lloyd. In New York was hij een student van Eric Dolphy en trad op met o.m. Roy Ayers, Richard Davis (bassist), Joe Henderson, Reggie Workman en Chico Hamilton.
In 1970 ging hij in Parijs wonen. Hij speelde met Dexter Gordon, Johnny Griffin, Slide Hampton, Mal Waldron, Ben Webster, Hal Singer, Christian Escoudé, Boulou Ferré en Oliver Johnson. Rond 1973 ontmoette hij Steve Lacy en daarna zou hij zo'n dertig jaar in de groepen van Lacy actief zijn. Hij richtte in 1973 ook een eigen groep op. In 1982 begeleidde hij Jessye Norman. In 1990 richtte hij een nieuwe band op met onder meer Richard Galliano. Vanaf 2000 was hij actief met een kwintet. Potts heeft ook gecomponeerd voor films.

## Discografie

### als leider
- Great Day in the Morning met Jessye Norman, 1982
- Cross Roads, 1979
- People, 1986
- Thank You for Being, 1995
- Mukta, 1998
- Pearl, 1990
- Wet Spot, 2000

### alssideman
met Chico Hamilton
- The Gamut (Solid State, 1968)
- The Head Hunters (Solid State, 1969)

met Steve Lacy
- Mal Waldron with the Steve Lacy Quintet (America, 1972)
- The Gap (America, 1972)
- The Crust (Emanem, 1973)
- Scraps (Saravah, 1974)
- Flakes (RCA Vista, 1974)
- Dreams (Saravah, 1975)
- Raps (Adelphi, 1977)
- Follies (FMP, 1977)
- The Owl (Saravah, 1977)
- Points (Chant Du Monde, 1978)
- Stamps (Hathut, 1978)
- Troubles (Black Saint, 1979)
- The Way (Hathut, 1979)
- Tips (Hathut, 1979)
- Songs (Hathut, 1981)
- Ballets (Hathut, 1981)
- Blinks (Hathut, 1983)
- Prosepectus (Hathut, 1983)
- Futurities (Hathut, 1984)
- The Condor (Soul Note, 1985)
- The Gleam (Silkheart, 1986)
- Morning Joy (Hathut, 1986)
- Flim-Flam (Hathut, 1986)
- Live in Budapest (West Wind, 1987)
- Momentum (Novus, 1987)
- The Window (Novus, 1988)
- The Door (Novus, 1989)
- Anthem (Novus, 1990)
- Itinerary (Hathut, 1990)
- Live at Sweet Basil (Novus, 1991)
- We See (Hathut, 1992)
- Clangs (Hathut, 1992)
- Vespers (Soul Note, 1993)
- Revenue (Soul Note, 1993)

## Filmsoundtracks
- Sujet ou Le secrétaire aux 1001 tiroirs, 1975
- Bengali Night, 1988
- Louise (take 2), 1998